# Frederick Knab
Frederick Knab, född 22 september 1865 i Würzburg, Kungariket Bayern, död 2 november 1918 i Washington, USA,  var en amerikansk konstnär och entomolog.